# Clemens Hillebrand
Clemens Hillebrand (* 3. Oktober 1955 in Köln) ist ein deutscher Kirchenmaler, Glaskünstler und Grafiker.

## Leben
Hillebrand ist Sohn des Bildhauers Elmar Hillebrand. Ein Studium an der Kunstakademie Düsseldorf brach er nach kurzer Zeit ab. Seine praktischen Kenntnisse der Glasmalerei, der Wandmalerei und der Radierung erwarb er in verschiedenen Künstlerwerkstätten wie der Radierwerkstatt von Holger Runge in Meerbusch oder der Bildhauerwerkstatt seines Vaters. Seit 1983 arbeitet er als freischaffender Maler.
Hillebrand hat zahlreiche Kirchen, vor allem im Rheinland, mit farbigen Fenstern und Wandmalereien ausgestattet. Ein weiterer Schwerpunkt seiner künstlerischen Tätigkeit sind Veduten in Köln und im Rheinland.

## Werke

### Arbeiten im öffentlichen Raum
- Altarretabel mit den Passionswerkzeugen in der Thomas-Morus-Kirche in Gelsenkirchen-Ückendorf, Architekt: Gottfried Böhm, 1979.
- Malerei in Eitempera auf der Rückseite eines Retabelaltarbildes mit den Arma Christi am Hochaltar der Liebfrauenkirche (Koblenz), ca. 1985.
- Wandmalereien in den Flächen der westlichen Abschlussseite in St. Agnes (Köln), Architekt bei der Renovierung: Karl-Josef Ernst (Zülpich), 1986/1987.
- Himmlisches Jerusalem, Malerei im Triumphbogen von St. Kastor in Koblenz, 1990.
- Fenster aus Bernsteinonyx und Glas in der Krypta der Klosterkirche Hegne in Allensbach-Hegne, Architekt: Wilhelm Jungherz, Limburg, 1990.
- Himmlisches Jerusalem, Ausmalung der Vierungskuppel in der Herz-Jesu-Kirche in Ettlingen, Architekt bei der Renovierung: Robert Langensteiner, 1991.
- Fenster in der Kapelle des „Onze-Lieve-Vrouwecollege“ in Oudenaarde, Belgien, Architekt: C. Maas, Antwerpen, 1992.
- Ausmalung der Pfarrkirche St. Michael in Maudach, Architekt bei der Renovierung: Karl Maria Sommer, 1992; Kreuzweg dort, 1995.
- Malerei und Fenster in der Kapelle von Schloss Bad Wurzach, 1996.
- Ausmalung der Chorrundung in St. Henry in Esch sur Alzette in Luxemburg, 1995, zwei Tafelbilder (Sonnengesang des Hl. Franziskus) an der steinernen Franziskustafel, 1986, zwei Tafelbilder für die steinerne Auferstehungstafel, 1987.
- Himmlisches Jerusalem, Chorfenster in St. Johann Baptist (Wuppertal), 1996.
- Himmlisches Jerusalem, Malerei im Altarraum der Herz-Jesu-Kirche in Hagen-Eilpe, 1998/1999.
- Kreuzweg vor Bodenseepanorama in St. Johann, Oberhomberg, Deggenhausertal, 2000.
- Fenster im Matthias-Pullem-Haus in Köln-Sürth, Ausführung Fa. W. Derix, Taunusstein, 2001 (Architekt bei der Renovierung: Johannes Nagel, Wesseling).
- Fenster im Querschiffarm der Kirche St. Antonius in Kaarst-Vorst, 2001.
- Malerei im Chorraum und Intarsien in St. Johannes und Mauritius in Amtzell, 2001.[1]
- Ausmalung der Pfarrkirche St. Josef in Triberg-Gremmelsbach, 2004.
- Malereien in den drei Tympanona der Stadtkirche St. Clemens in Triberg, 2005.
- Malerei und Fenster in der nördlichen Querhausapsis in St. Pantaleon in Köln, 2006.
- Zwölf Fenster in der Kirche Mariä Heimsuchung (Wadgassen), Ausführung Fa. Binsfeld, Trier und Glasmalerei Oidtmann, Linnich, 2010.
- Zwei Medaillons in den Fenstern der Marienkapelle in Hüttersdorf im Saarland, Ausführung Fa. Binsfeld, Trier, 2010.
- Ausmalung der Pfarrkirche St. Sebastian in Triberg-Nußbach, 2010–2011.
- Malereien in den drei Apsiden und im Triumphbogen der romanischen Kirche St. Clemens (Drolshagen), Sauerland, 2016–2017, Architektinnen bei der Renovierung: Clemens & Maas,  Arnsberg.
- Gestaltung von zwei wieder neu geöffneten Fenstern aus Bernsteinonyx in den beiden Seitenapsiden von St. Clemens, Drolshagen, Ausführung Glasmalerei Peters, Paderborn, 2016.
- Gestaltung eines Treppenhausfensters am Provinzhaus der Vinzentinerinnen in Köln-Nippes unter Einbeziehung eines Fensters von Will Thonett. Ausführung Glasmalerei Oidtmann, Linnich, 2021.

### Radierungen
- Die zwölf Romanischen Kirchen in Köln (Mappe mit 12 Original-Radierungen mit einem Vorwort von Hans van der Grinten), Köln 1985.
- Kalender Romanische Kirchen in Köln, Radierungen von Clemens Hillebrand, Herausgeber: Messing Müller, Köln 1985.
- Kalender Romanische Kirchen in Köln, Radierungen und Zeichnungen von Clemens Hillebrand, Herausgeber: Messing Müller, Köln 1986.
- Labyrinthe, Radierungen zur Novelle "Lenz" von Georg Büchner, Mappe mit Originalradierungen, Köln 1996.

### Arbeiten in Museen
- Bild Weinbau in Köln im Eingangsbereich des Kölner Weinmuseums, Bild Hochzeit zu Kana im Kölner Weinmuseum.

### Publikationen
- Domskizzen. Einführung und Kommentare zu den Bildern von Arnold Wolff. Ferger, Bergisch Gladbach 1998, ISBN 3-931219-05-4 (Bildband).
- Karl Matthäus Winter, Plastiken und Reliefs. Hrsg.: Clemens Hillebrand, mit freundlicher Unterstützung der Familie Winter, Edition Lubcaparellalo, Köln 2013 (Katalog).
- Jochem Pechau, Köln Ansichten. Hrsg. und Vorwort: Clemens Hillebrand, Katalog, Köln 2009.
- Labyrinthe. Arbeiten zur Novelle „Lenz“ von Georg Büchner. Verlag Scherrer und Schmidt, Köln 1996, ISBN 3-927753-10-6 (Bildband).
- Annemarie Erbslöh. Radierungen, Zeichnungen, Collagen, 1943–1952. Ed. Lubcaparellalo, Köln 2005, ISBN 3-9810490-0-4 (Herausgeber und Kommentar).
- Capriccios in Architektur. Architekturplastiken von Elmar Hillebrand. Ed. Lubcaparellalo, Köln 2008, ISBN 3-9810490-1-2 (Herausgeber und Kommentar).
- Raum im Raum. Elmar Hillebrand, Bronzen von Landschaften und Räumen. Ed. Lubcaparellalo, Köln 2009, ISBN 978-3-9810490-2-2 (Herausgeber: Clemens Hillebrand und Diözesanzentrum für Hörbehinderte im Erzbistum Köln und Integrative Gemeinde St. Georg)
- Das Werk lobt seinen Meister. 99 Sprichwörter, bildlich genommen. Ed. Lubcaparellalo, Köln 2010, ISBN 978-3-9810490-3-9 (Bildband)
- Spielzeug auf Intarsien. Der Intarsienteppich von Elmar Hillebrand im Paul-Ehrlich-Institut in Langen und einige seiner Spielzeuge. Herausgeber: Clemens Hillebrand, Edition Lubcaparellalo, Köln, Oktober 2015.
- Die neue Ausmalung des alten, romanischen Teils der Pfarrkirche St. Clemens in Drolshagen, Herausgeber: Clemens Hillebrand, Köln und Katholische Kirchengemeinde Drolshagen, 2017.
- Elmar Hillebrand. Arbeiten 1942–2015 und Werkverzeichnis der Arbeiten im öffentlichen Raum. Autor und Herausgeber: Clemens Hillebrand. Vorwort: Dorothee Haentjes-Holländer, Edition Lubcaparellalo, Köln 2018, ISBN 978-3-9810490-4-6.
- Wie das Einhorn Lubcaparellalo seinen Schatten verlor. Autor von Text und Illustrationen: Clemens Hillebrand. Edition Lubcaparellalo, Köln 2019, ISBN 978-3-9810490-6-0.
- Kölner Brunnen-Kalender 2019. Aquarellierte Tuschezeichnungen von Clemens Hillebrand zu zwölf Kölner Brunnen von Ewald Mataré, Sepp Hürten, Wilhelm Albermann und anderen. Erläuterung und Beschreibung der einzelnen Brunnen sowie Bilder und Skizzen von Köln. Edition Lubcaparellalo, Köln 2018.
- Ansichten aus dem Kölner Süden, Kalender 2020, mit zwölf jahreszeitlichen Bildern von Clemens Hillebrand. Edition Lubcaparellalo, Köln 2019.[2]